# Cyrtandra urvillei
Cyrtandra urvillei är en tvåhjärtbladig växtart som beskrevs av Charles Baron Clarke. Cyrtandra urvillei ingår i släktet Cyrtandra och familjen Gesneriaceae. Inga underarter finns listade i Catalogue of Life.